# ラジオシャック

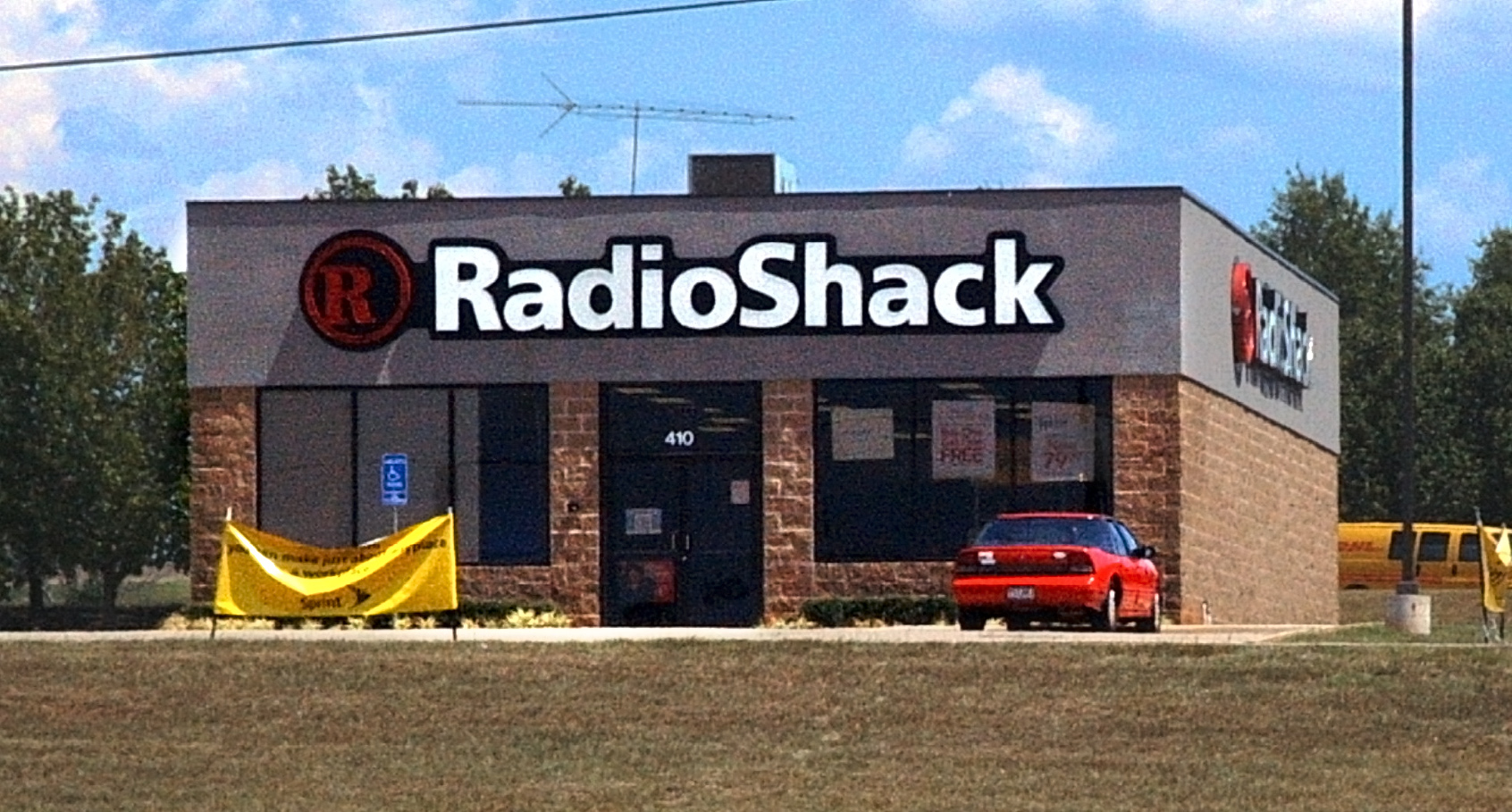
典型的な単独店舗型のラジオシャック店

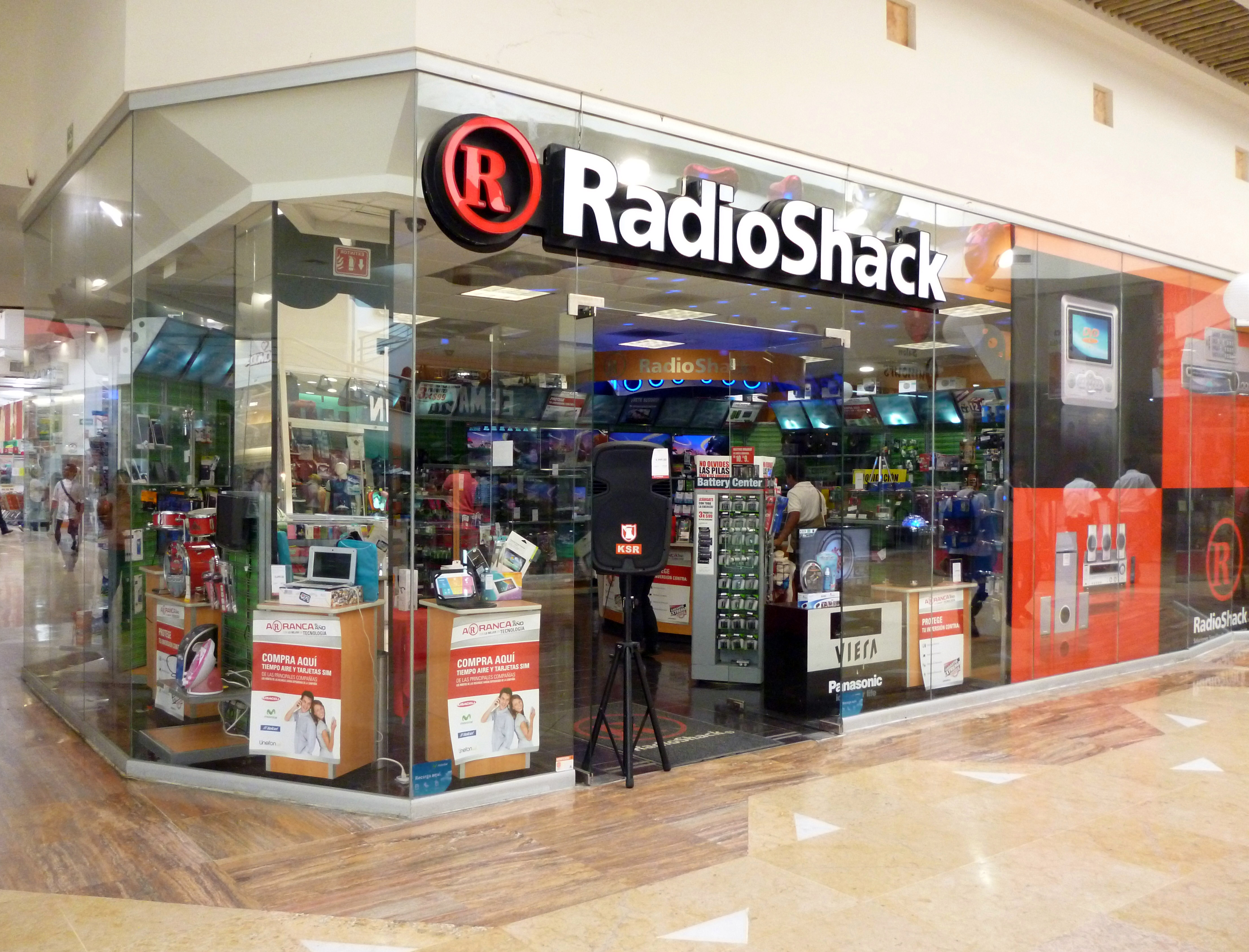
ショッピングモール内のラジオシャック店

ラジオシャック（RadioShack Corporation、NYSE: RSH）は、家電販売店のチェーンをアメリカおよびヨーロッパの一部、南アメリカやアフリカで展開している企業である。2008年現在、売上高は48億1000万ドルである。ラジオシャックの本社はテキサス州フォートワース中心部にある。
ラジオシャックの現在のストアブランドとしては、RadioShackブランド製品（部品、アダプタ、電話、その他の古くからの製品）、AntennaCraft（アウトドア用アンテナとアンプ）、Auvio（AVケーブル、液晶テレビ、ヘッドフォン、サージ防護機器、スピーカー）、Enercell（電池、電源関連製品）、Gigaware（コンピュータ、GPS、iPodアクセサリ、MP3プレーヤー、デジタルカメラ、デジタルピクチャーフレーム）、PointMobl（携帯電話アクセサリ）がある。
かつて存在したブランドとしては、Accurian（AV機器、アクセサリ）、MyMusix（MP3プレーヤー、現在はGigawareブランド）、Kronus（工具）、Optimus（オーディオ機器、PA/DJ機器、後にはデジタルカメラのアクセサリ）、Presidian（AV機器、電話、懐中電灯、電卓、ラジオ）、VoiceStar（携帯電話アクセサリ）、Archer（配線、アンテナ）、Duofone（電話とアクセサリ）、Micronta（実験用および教育用の機器）、Realistic（音響機器）があった。
2002年から2006年まで、テキサス・モーター・スピードウェイで開催された NASCAR スプリントカップ・シリーズのレースサムスン/ラジオシャック500のスポンサーを務めた。2009年、ランス・アームストロングとヨハン・ブリュイネールを擁する新たな自転車競技チームであるチーム・レディオシャックのメインスポンサーとなった。

## 歴史

### 最初の40年間
1921年、マサチューセッツ州ボストンで、セオドアとミルトンのドイッチェマン兄弟が Radio Shack として創業。彼らは最先端領域であるアマチュア無線の機器を提供しようとした。ボストンの中心部（ボストン虐殺事件の現場付近）に店舗を構え、通信販売も行った。店の名称は船の「通信室」から取られている。船舶の通信士やアマチュア無線家を顧客にする店舗名にふさわしいと二人は考えた。この用語は当時既に普通に使われており、アマチュア無線では無線局の位置を指す用語となっていた。
1939年に最初のカタログを出し、その後Hi-Fi音楽市場にも参入した。1954年、ラジオシャックは独自ブランド Realist の名で製品を販売するようになったが、間もなく訴えられ、ブランド名を Realistic に変更した。9つの店舗を構え通信販売も広く行ったが、1960年代には苦境に陥った。ラジオシャックは基本的に倒産状態となったが、チャールズ・タンディはラジオシャックと家電の可能性を見抜き 30万ドルで買収した。

### タンディ時代

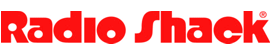
1974年-1995年に使われていたロゴ

1962年、ラジオシャックは元々は皮革製品を扱っていたタンディ・コーポレーションに買収され、タンディ・ラジオシャックと改称した。タンディはその後エレクトロニクス関連以外の部門を処分した。
1970年代から、タンディは子会社の InterTAN を通してイギリスで Tandy の名でラジオシャック型のチェーン店を展開。1999年、Carphone Warehouse がそれら店舗を買い取り、一部店舗は売却し、残りは自社店舗に改装した。
1973年にはオーストラリアにも進出。2001年、ウールワースがタンディのオーストラリア事業を買い取り、Dick Smith Electronics に吸収合併した。
1960年代から1980年代にかけて、ラジオシャックは月に1個の電池を無料で入手できるという "battery club" カードを販売していた。1990年代初めに全社的な刷新があり、廃止された。
ラジオシャックは、コモドールやAppleと共にパーソナルコンピュータ革命を起こした企業である。TRS-80（1977年）、TRS-80 Color Computer（1980年）といったホームコンピュータを製造販売した。さらにタンディはPC/AT互換機市場にも参入した。タンディのPC互換機は安価だがサウンド機能とグラフィック機能が優れていた。しかし、それもVGA規格とサウンドブラスターが業界標準となるまでで、1990年代初めにはタンディの互換機は対抗できなくなって自社ブランドの販売をやめた。
1970年、タンディはラジオの製造と小売チェーン店を運営する Allied Radio を買収し、小売部門を Allied Radio Shack というブランドにした。しかし連邦政府はこれを問題視し、Allied の小売チェーンを売却することになった。製造部門 (Allied Electronics) はタンディに残存し、1990年代に売却された。
ラジオシャックのもうひとつの大ヒットとして、Family Radio Service 製品がある。通信範囲の狭い携帯無線システムである（日本の法で言う特定小電力無線に相当）。1990年代中ごろから、携帯電話関連のコンポーネントに注力するようになった。
1993年、食品業界出身のレン・ロバーツがラジオシャック社長に就任した。1994年、45種類以上のブランドの電化製品の保証外の修理を安価に行うサービスを開始。そのためにアメリカ各地に部品を備蓄し、119箇所に修理センターを設けている。これは顧客との関係を構築し、店に人を呼び込むための戦略であり、ロバーツは1999年までに修理事業で年間5億ドルの売り上げになると予測した。2009年5月時点でもこのサービスは継続している。また、カナダでも同様のサービスを展開している。
1995年初夏、新たなロゴを導入した。

### ラジオシャック・コーポレーション

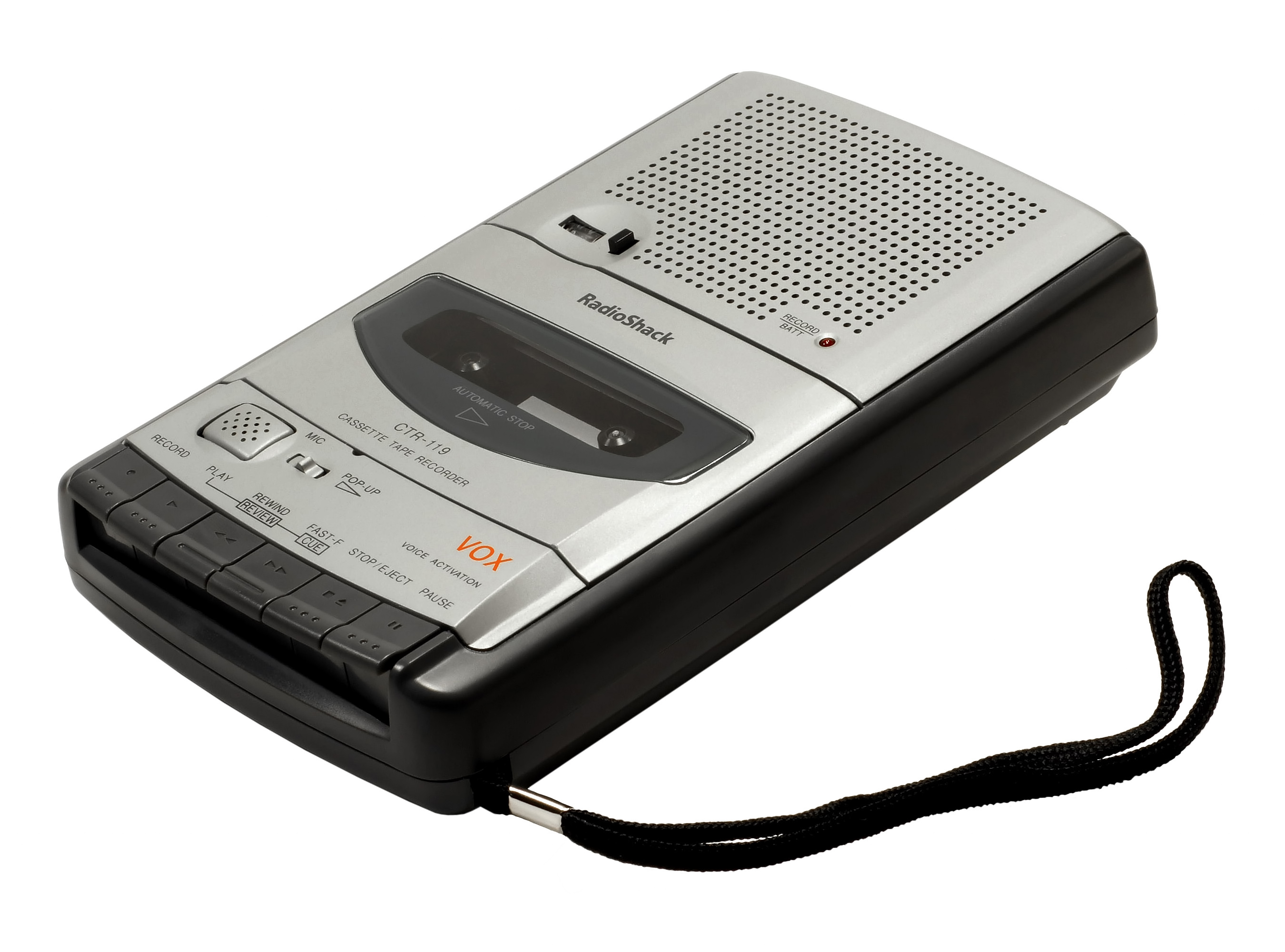
ラジオシャックブランドのテープレコーダー

2000年5月、同社は名称から「タンディ」の名を外し、ラジオシャックに改称し、キャメルケースで綴って1つの単語にした。
また 2000年、ラジオシャックはRCAの製品を販売する協定を結び、独自ブランド Realistic や Optimus を廃止する。もっとも 1990年代初期には既に Realistic の名で製品を自社開発することをやめていた。RCAとの契約が2004年に終わると、ラジオシャックは独自ブランド Presidian と Accurian を販売品目に加え、一時的に Optimus も復活させた。他にバッテリーについての独自ブランド Enercell がある。
2004年初め、ラジオシャックは Fix 1500 というプログラムで、全社で在庫問題と収益性を改善しはじめた。これは5,000店以上の店舗の中でレベルの低い1,500店の店長を選び、改善を促すものである。店長の格付けはデータだけではなく、1対1のインタビューに基づいて行う。また、30%の店長は是認される。
一般に店長には改善のために90日間が与えられた（改善が認められれば、別の店長が Fix 1500 に選ばれる）。全部で1,734名の店長が6カ月の猶予期間を経て配置転換または解雇となった。またこのころラジオシャックは従業員持株制度を止めた。2005年第1四半期までに Fix 1500 での評価資料は破棄され、このプログラムを考案した役員も辞任した。
2006年2月20日、CEOのデイビッド・エドモンドソンは学歴詐称が発覚して辞任した。エドモンドソンは Heartland Baptist Bible College で神学と心理学を学んだとしていたが、Fort Worth Star-Telegram 紙は、そのような事実がないことを明らかにした。ラジオシャックの取締役会はエドモンドソンを擁護したが、結局エドモンドソンは誤りを認め、辞任することになった。
臨時のCEOとしてクレア・バブロウスキが就任。彼女は31年間マクドナルドに勤め、数カ月前にラジオシャックに移ったばかりだった。2006年8月、バブロウスキはラジオシャックを去り、トイザらスのCEO兼執行副社長となった。
また、無線プロバイダの切り替えで棚卸し資産評価減を引き起こし、2005年第4四半期の利益が62%下落した。このため、ラジオシャックの株価は3年ぶりの低水準となった。
2006年7月7日、新CEO兼会長としてジュリアン・デイが就任。デイは小売業界で長年働いてきた経歴を持ち、セイフウェイ、シアーズ、Kマートといった企業の建て直しに重要な役割を果たしてきた。
2006年春、ラジオシャックは店舗ごとの収益性を高め、オーバーヘッドコストを低減させる新戦略を打ち出した。2006年前半、500近い店舗を閉鎖した。これは、店舗同士が近すぎるために互いが顧客を奪い合っていた店舗などである。2006年に閉鎖された店舗の多くは年間売り上げが35万ドルに満たなかった。
このような努力にもかかわらず、比較的好景気だった状況で株価は下落した。2006年8月10日、本社に勤める従業員400人から450人を削減する計画を発表。同年8月28日、本社従業員の5人に1人が解雇された。解雇は約10日前に電子メールで通知されたという。この突然のリストラは世論の批判を招いた。
2008年12月、"PointMobl" と名付けた新コンセプトの店舗を3店オープンした。いずれもテキサス州内で、携帯電話、ネットブック、iPod、GPSナビゲーションシステムなどを販売したが、2011年3月、PointMobl店の閉鎖が決定した。
2012年4月、2012年第1四半期の決算が非常に悪いことが伝えられ、ムーディーズはラジオシャックをさらに格下げした。2012年4月14日、株価は上場以来の最安値を記録した。
2015年2月5日、連邦倒産法第11章の適用をデラウェア州連邦倒産裁判所に申請し、経営破綻した。負債総額は13億8700万ドル（約1630億円）。

## アメリカ国外での事業

### カナダ
かつての子会社 InterTAN がカナダで営業していたチェーン店は2004年にサーキットシティに売却された。しかし、ラジオシャックは InterTAN が契約条項を破ったとして売却の一週間後に訴えた。2005年3月24日、地方裁判所はラジオシャックに有利な裁定を下した。それによると、2005年6月30日までにカナダのラジオシャック店950店舗は「ラジオシャック」のブランド名や独自ブランド製品名の使用をやめなければならなくなった。結果としてそれらの店舗は名称を ''The Source by Circuit Cityに変更し、ラジオシャックはカナダに新たな店舗を開設することを計画することとなった。
InterTANがラジオシャックの商標を使うことを防ぐと、ラジオシャックは自前でカナダに再進出することを発表した。ラジオシャックとのライセンス契約が期限切れとなる2010年までラジオシャックがカナダに進出するのを妨害するために、InterTANは法廷闘争に持ち込んだ。ラジオシャックは2005年末までにトロント周辺で20店から30店のラジオシャックを運営する計画だったが、実際には計画より遅れた。2006年9月時点で、直営店は9店、ディーラー契約を結んでラジオシャックの名で営業する店舗が16店となっていた。
2007年1月、アメリカ国内での事業強化に集中するため、ラジオシャックはカナダの直営店9店舗を閉鎖すると発表した。
The Source by Circuit City はベル・カナダに売却され、The Source に改称。サーキットシティは2009年2月に倒産して消滅したが、The Source はそのまま営業している。

### フランスとベルギー
InterTAN はフランスでのラジオシャック店を展開し、Realistic や Archer といったラジオシャックの独自ブランド品を販売していた。売り子の多くはフランス語の話せるケベック州の人間であった。しかし、1993年12月にフランス子会社が倒産。営業担当はマージンの低い非独自ブランド品ばかりを売っていたからだと述べている。
1970年代、ベルギーでもタンディの店舗があった。当初はラジオシャックの独自ブランド品のみを扱っていた。1980年代中ごろには多くの店舗が閉鎖となり、1990年にはベルギーから事実上撤退した。フランスと同様、非独自ブランドの比率が大きくなって利益が出せなくなったためと見られる。
2007年時点で、メルクセムに店舗が残っており、ヨーロッパ全体で唯一の店舗だという。

### 日本
1970年代後半から1980年代の一時期、日本でも事業を展開していたことがある。
FMレコパル東版1976年春頃の広告には新宿店と調布店が記載されている。調布店は
調布市多摩川1丁目29−18付近の工場の一角にあった。
調布店では主に"Realistic"ブランドのオーディオ製品、工具、電子部品、TRS-80の販売を行なっていた。TRS-80は店内にミニフロッピーディスクドライブやプリンターを含むフルセットが設置され、見本機として客が試用ができた。-
70年代後半から80年代には小金井市本町5丁目3−24 関ビル1Fに店舗が存在しており、ラジオシャックPBの電池やカセットテープ、ラジオ部品（抵抗、トランジスタ等）などの小物から、"Realistic"ブランドのステレオセット、BCLラジオ（DX-200、DX-300）、マイクロコンピュータ「TRS-80」に至るまで取り扱っていた。

## その他

### 他の小売業者との提携
2001年8月、ラジオシャックはブロックバスターのアウトレット店内にキオスク風店舗をオープンしたが、期待した結果が得られなかったとして2002年2月にプロジェクトは終了した。2004年からは、ウェアハウス・クラブであるサムズ・クラブ店内で無線キオスクを展開し、成功している。これは、アリゾナ州の Wireless Retail Inc. からキオスク運営の権利を買い取ったものである。キオスクの店員はラジオシャックが雇っており、ラジオシャック・ブランドの製品は置いていないが、ラジオシャック製の製品を売っている。ターゲットもラジオシャックと共同で同様のキオスクを展開することを発表した。AT&T、スプリント、ベライゾン・ワイヤレスを扱う。
2011年1月、サムズ・クラブ内の無線キオスクをやめることになり、営業利益で1000万ドルから1500万ドルの減益になる可能性が報告された。ターゲットの1,490店舗でのキオスクは2011年4月まで継続する予定である。

### 自転車競技チーム
2009年、ラジオシャックは2010年からアメリカの自転車競技選手ランス・アームストロングが立ち上げるチーム・レディオシャックのメインスポンサーとなることを発表した。
その後、アームストロングをテレビCMや広告キャンペーンに使っていたが、アームストロングのドーピング疑惑が発生し、ラジオシャックもとばっちりを受けた。